# جلين بينيت
جلين بينيت (بالإنجليزية: Jalynn Bennett)‏‏ (12 مارس 1943 في تورونتو - 23 يناير 2015 ) مديرة من كندا.

## التعليم
تعلمت جلين بينيت في:
- كلية الثالوث [الإنجليزية]‏
- كلية ويليسلي